# أوليفيا رويز
أوليفيا رويز (بالفرنسية: Olivia Ruiz) هي مغنية وممثلة فرنسية، ولدت في 1980 في فرنسا.

## أعمال

### أفلام
- (2012) مغامرات سامي 2[5]

## وصلات خارجية
- أوليفيا رويز على موقع IMDb (الإنجليزية)
- أوليفيا رويز على موقع ألو سيني (الفرنسية)
- أوليفيا رويز على موقع ميوزك برينز (الإنجليزية)
- أوليفيا رويز على موقع أول موفي (الإنجليزية)
- أوليفيا رويز على موقع ديسكوغز (الإنجليزية)
- أوليفيا رويز على موقع قاعدة بيانات الفيلم (الإنجليزية)
- أوليفيا رويز على موقع كينوبويسك (الروسية)